# Highworth
Highworth este un oraș în comitatul Wiltshire, regiunea South West, Anglia. Orașul se află în districtul unitar Swindon.